# ليباز كبدي
ليباز كبدي(بالإنجليزية: Hepatic lipase)‏ هو انزيم يعتبر شكل من أشكال الليباز. ويتواجد عمله في غدد الكبد والغدة الكظرية.

## الوظيفة
واحدة من المهام الرئيسية لليباز كبدي هي تحويل البروتين الدهني المتوسطة الكثافة (IDL) إلى البروتين الدهني منخفض الكثافة (LDL)
LIPC يتم ترميزه بالدهون الثلاثية في الليباز الكبدي (HTGL)، حيث يقوم بوظيفته في الكبد. LIPC ويؤدي وظائف مزدوجة على هيدرولاز الدهون الثلاثية ويمنع المستقبلات العاملة بوساطة امتصاص البروتين الدهني.

## الأهمية السريرية
ان نقص الليباز الكبدي هو نادر، واضطراباته مقهورة، حيث أن النتائج في ارتفاع البروتين الدهني يشبب ارتفاع الكثافة (HDL) للكوليسترول في الدم يسبب وجود طفرة في جين الليباز الكبدي. والمظاهر السريرية ليست مفهومة جيدا وليس هناك أي أورام صفراء المميزة. ولكن هناك ارتباط مع تأخير في تصلب الشرايين في النموذج الحيواني.

## مسارالخريطة التفاعلية

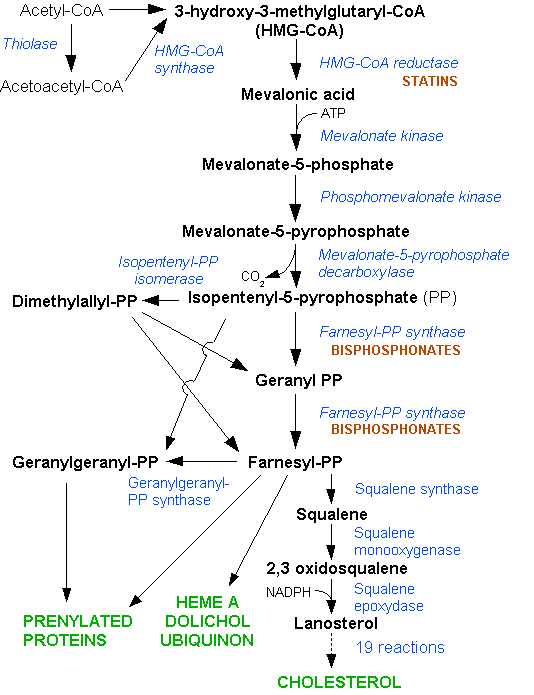
طريقة تكوين الكوليسترول في جسم الإنسان عن طريق الإنزيم HMG-CoA

## وصلات اضافية
- hepatic+lipase,+human في المكتبة الوطنية الأمريكية للطب نظام فهرسة المواضيع الطبية (MeSH).